# Chambre de commerce et d'industrie du Morbihan
 (juin 2009).
Si vous disposez d'ouvrages ou d'articles de référence ou si vous connaissez des sites web de qualité traitant du thème abordé ici, merci de compléter l'article en donnant les références utiles à sa vérifiabilité et en les liant à la section « Notes et références ».
La chambre de commerce et d'industrie du Morbihan est l'une des sept chambres de commerce et d'industrie en France territoriales de la région Bretagne. C'est un établissement public à caractère administratif administré par cinquante chefs d'entreprise, bénévoles et élus pour 5 ans.
Elle représente environ 28 000 entreprises et dispose de cinq délégations locales : Auray, Pontivy, Ploërmel, Vannes et Lorient.

## Missions
Placée sous tutelle du ministère de l’Industrie, elle fait partie de la chambre de commerce et d'industrie de région Bretagne. À ce titre l’ensemble des actions de la chambre de commerce et d'industrie se décline autour de trois missions :
• représenter les intérêts des entreprises auprès des pouvoirs publics ;
• accompagner les entreprises dans leur développement ;
• former les dirigeants et  les salariés du Morbihan.

### Représenter les intérêts des entreprises
Par l’intermédiaire de ses 50 élus, la chambre de commerce et d'industrie du Morbihan représente et porte le message des entreprises auprès des pouvoirs publics sur l’ensemble des sujets touchant l’économie du Morbihan. Dans ce cadre, elle publie de manière régulière des rapports, et est représentée dans de nombreuses instances de concertation sur tout le territoire morbihannais.

### Accompagner les entreprises
La chambre de commerce et d'industrie du Morbihan exerce une activité d'aide et de conseil auprès des entreprises du commerce, de l’industrie et des services durant toutes les phases de leur développement.
Des conseillers dédiés à l’appui aux entreprises les accompagnent dans des projets de création ou de transmission d'entreprise, mais aussi de  développement.
Elle met à la disposition des entrepreneurs des informations et ressources concernant : les formalités, le financement, la stratégie, les ressources humaines.

### Organisme de formation
La formation continue des dirigeants et salariés est une des activités les plus connues du réseau des chambres de commerce et d'industrie en France.
Les relations étroites de la CCI  avec le monde de l’entreprise lui permettent de faire évoluer les formations des professionnels : dans le Morbihan plus de 5 500 personnes sont formées chaque année dans 7 pôles de compétences : 
- Les formations tertiaires (Management, Ressources Humaines, Développement personnel),
- Les formations en Informatique,
- Les formations Produits de la mer pour la transformation et la distribution des produits ;
- Les formations techniques (management/production, qualité, achats),
- Les formations d’hôtellerie et restauration à l'École hôtelière, située à Vannes ,
- Les formations pour l’apprentissage des langues étrangères au Centre d’étude des langues,
- Les formations de l'Institut de Force de Ventes.

## Historique

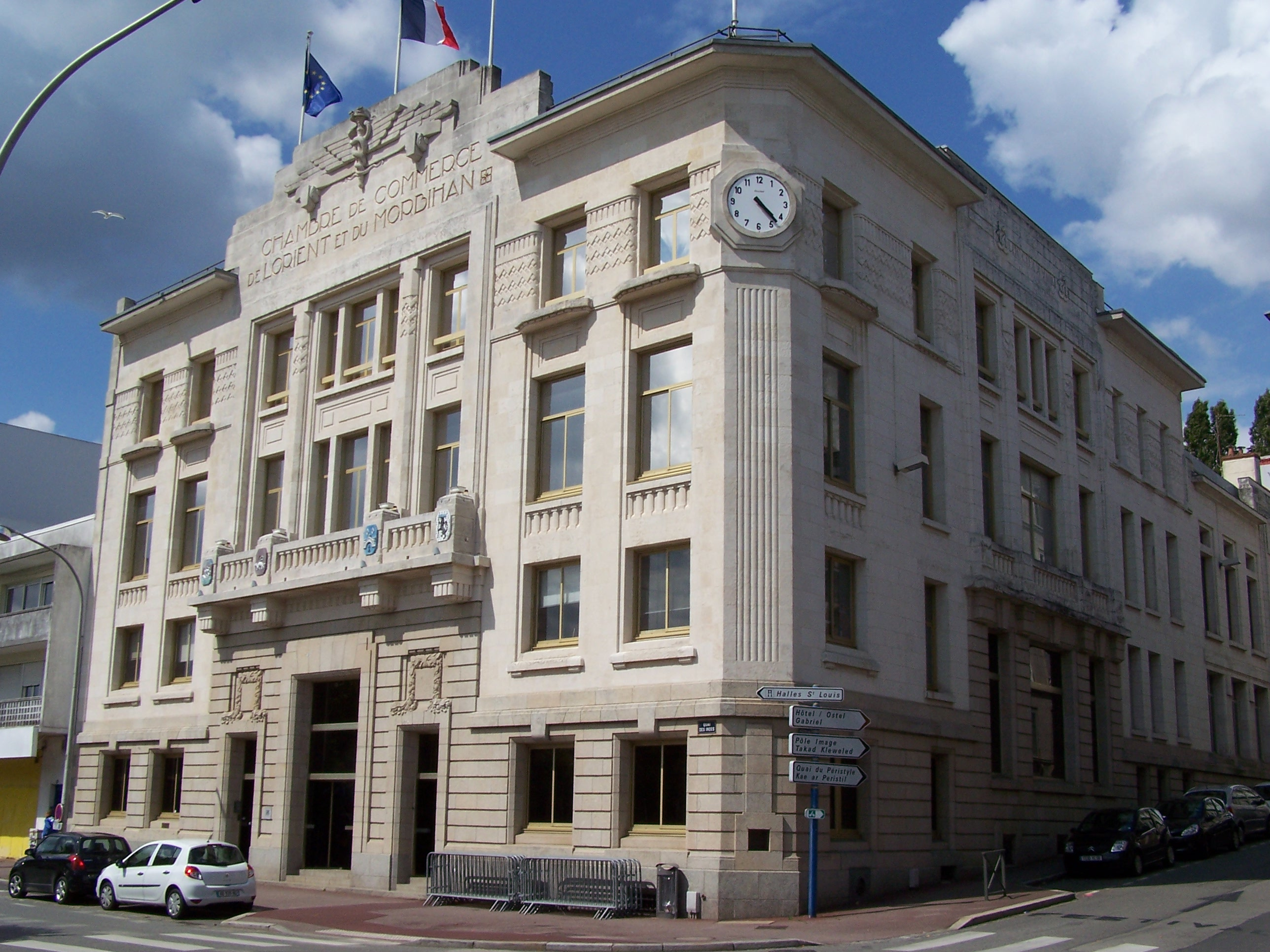
Bâtiment de la CCI à Lorient.

- La chambre de commerce et d'industrie de Lorient est créée le 30 septembre 1807 par décret impérial de Napoléon Ier.
- Il s'agit de la vingt-troisième institution consulaire de France après la restauration des chambres de commerce par Bonaparte et Chaptal.
- Le 28 septembre 1848, la chambre de commerce et de l'industrie élit son premier président : Armand Dufilhol , qui a exercé ses fonctions pendant près d’un quart de siècle, du 28 septembre 1848 au 5 juillet 1872.
- Dans une volonté d’élargir son champ d’action la chambre de commerce de Lorient devient, en 1872 celle du Morbihan.
- La chambre de commerce devient  concessionnaire du port de commerce de Lorient en 1889.
- 1931 : Inauguration de l'hôtel consulaire à Lorient, dont la construction débuta en 1928, par les architectes : L.-M. Dutartre,  C. Caro-Picard et E. Ramonaxto. Bâtiment de style art déco qui obtient le label « Patrimoine du XXe siècle » en 2004[1].
- En 1935, la chambre de commerce achète des terrains à Lann Bihoué, près de Lorient, pour y créer l'aéroport de Lorient. C’est en 1961 que la chambre de commerce et d'industrie du Morbihan crée la première ligne aérienne commerciale régulière (Lorient-Paris-Lorient)[2]
- En 2006, la chambre de commerce et d'industrie du Morbihan se voit attribuer la certification qualité Afaq Iso 9001/2000 pour l'ensemble des activités.
- En 2009 elle obtient la Certification Qualité Intégrée Afaq/Afnor Iso 9001/2008 pour ses activités liées au port de commerce.
- La chambre de commerce et d'industrie du Morbihan a célébré, en 2007, le bicentenaire de sa création.

## Présidents
- Armand Dufilhol , du 28 septembre 1848 au 5 juillet 1872
- Yvonig Gicquel, 1962-1993
- Pierre Montel, 2004-2021
- Philippe Rouault, élu en 2021

## Pour approfondir